# Alzoniella delmastroi
Alzoniella delmastroi е вид коремоного от семейство Hydrobiidae. Видът е застрашен от изчезване.

## Разпространение
Разпространен е в Италия.